# Герб Кам'янки-Бузької
Герб Кам'янки-Бузької — офіційний символ міста Кам'янка-Бузька Львівської області. Затверджено рішенням міської ради від 30 вересня 1991 р. 
Автор — Андрій Гречило.

## Опис
У синьому полі три червоні камені у золотих оправах, два над одним. 
Щит обрамований декоративним картушем і увінчаний срібною міською короною з трьома мерлонами.

## Зміст
Герб символізує назву міста, яку пов'язують з кам'янистим ландшафтом. Зображення цього ж герба подавалось в польських та австрійських гербовниках XІX-XX ст.